# Lerista vittata
Lerista vittata је гмизавац из реда Squamata и фамилије Scincidae.

## Угроженост
Ова врста се сматра угроженом.

## Распрострањење
Аустралија је једино познато природно станиште врсте.

## Станиште
Врста Lerista vittata има станиште на копну.